# دريجاوات
الدريجاوات (الاسم العلمي: Calidridinae) هي أسرة من الطيور تتبع فصيلة دجاج الارض من رتبة الزقزاقيات.

## أجناس
- الدريجة (الاسم العلمي: Calidris) ولها 19 نوعاً
- الدريجة ساكنة الوحل (الاسم العلمي: Limicola) ولها نوع وحيد
- الدريجة البرتقالية (الاسم العلمي: Tryngites) ولها نوع وحيد
- الدريجة الملعقية (الاسم العلمي: Eurynorhynchus) ولها نوع وحيد
- الدريجة المطوقة (الاسم العلمي: Philomachus) ولها نوع وحيد
- الدريجة راكبة الموج (الاسم العلمي: Aphriza) ولها نوع وحيد